# Гроненборн, Ангела
Ангела М. Гроненборн (Angela M. Gronenborn; род. 11 мая 1950, Кёльн, Северный Рейн-Вестфалия) — немецко-американский учёный. Доктор (1978), заслуженный профессор Питтсбургского университета и заведующая кафедрой структурной биологии его медицинской школы. Член НАН США (2007) и Норвежской академии наук (2010), а также Леопольдины (2014).
Первоначально желала стать математиком.
Окончила Кёльнский университет, получив vordiplom по химии и физике в 1972 году, там же получила степени магистра химии (1975) и докторскую (Dr.rer.nat.) summa cum laude по органической химии в 1978 году. В 1987 году хабилитировалась по физической биохимии. Фелло Американской ассоциации содействия развитию науки (2002) и International Society of Magnetic Resonance (2008). С 2015 года член AcademiaNet. Член Американской академии искусств и наук (2018). Член Совета НАН США (по 2025).
Ассоциированный редактор PNAS. С 2009 года член редколлегии The FEBS Journal.
Публиковалась в Nature, Science и др.

### Награды и отличия
- Scientific Achievement Award, Washington Academy of Sciences (1989)
- National Institutes of Health Director’s Award (1992)
- EAS Award for Excellence in Magnetic Resonance (2006)
- Life Science Award, Carnegie Science Awards (2014)
- Mildred Cohn Award in Biological Chemistry[англ.] (2018)
- Richard R. Ernst Prize in Magnetic Resonance (2019)
- E. Bright Wilson Award in Spectroscopy[англ.] (2020)